# Pia-Sophie Wolter
Pia-Sophie Wolter, född 13 november 1997 i Bremen, är en tysk fotbollsspelare som spelar sedan 2023 för Eintracht Frankfurt och sedan 2020 för det tyska nationallandslaget.
Efter tiden som junior började hon 2014 vid Werder Bremen och 2018 bytte hon till VfL Wolfsburg. Med laget vann hon 5 gånger i rad kvinnornas DFB-pokal och 2019, 2020 samt 2022 blev Wolfsburg tysk mästare. Sedan bytet till Eintracht Frankfurt spelade hon 22 matcher i kvinnornas Bundesliga och hon gjorde ett mål. I damlandslaget spelade hon fram till juni 2024 tre gånger och alla matcher vanns. Wolter ingick i det tyska laget som spelade vid U20-världsmästerskapet i fotboll för damer 2022.